# Трекінг
Тре́кінг (від англ. tracking) — у типографії рівномірна зміна відстані між буквами (міжбуквенний просвіт). Збільшення трекінгу (розрядка) робить набір більш розрідженим, світлим; зменшення — більш щільним та темним.
Трекінг — ефективний засіб вгонки і вигонки рядків. Вимірюється в тисячних частинах круглої шпації (em/1000). У вітчизняній і зарубіжній типографічних традиціях дуже широка розрядка малих літер вважається небажаною, але схвалюється збільшена розрядка великих букв. Ця традиція пов'язана з тим, що до появи комп'ютерної верстки для заголовків використовувались більш широкі накреслення шрифту, які вже мали досить багато вільного простору між штрихами. Оскільки розмір більшості комп'ютерних шрифтів регулюється простим масштабуванням одного накреслення, то відстань, яка віддаляє велику букву від наступного тексту, вважається недостатньою для розділення всіх великих букв.

## Спеціалісти про трекінг
Один із спеціалістів по Adobe InDesign так пояснив основне призначення трекінгу:
«…розмістили якийсь текст і, як на зло, або пару рядків не влізло на потрібній сторінці чи газетній колонці, або не вистачило пари-трійки рядків, щоб заповнити колонку або сторінку до кінця і ось тут багато хто починає „стягувати“ або „розтягувати“ текст, щоб підтягнути його в колонку чи сторінку, або трошки розігнати. Усе це потрібно робити так, щоб ніхто не помітив, не можна сильно розтягувати, не можна сильно стягувати. За типографічними правилами не можна „стягувати-розтягувати“ текст більш ніж на 3 %».